# Grzegorz Mielcarski
Grzegorz Mielcarski (Chełmno nad Wisłą, 19 maart 1971) is een voormalig profvoetballer uit Polen die als aanvaller speelde. Hij sloot zijn actieve carrière in 2003 af bij Amica Wronki.

## Clubcarrière
Mielcarski speelde zes seizoenen in zijn vaderland voordat hij in 1995 vertrok naar de Portugese topclub FC Porto, met wie hij vier landstitels won en eenmaal de nationale beker van Portugal.

## Interlandcarrière
Mielcarski speelde tien interlands (één doelpunt) voor de nationale ploeg van Polen in de periode 1991–1998. Hij maakte zijn debuut op 21 augustus 1991 in de vriendschappelijke thuiswedstrijd tegen Zweden (2-0), net als verdediger Tomasz Wałdoch en collega-aanvaller Wojciech Kowalczyk. Zijn enige interlandtreffer maakte hij op 18 november 1992 in het oefenduel tegen Letland (1-0).
Eerder dat jaar won Mielcarski met Polen de zilveren medaille bij de Olympische Spelen in Barcelona. Hij maakte daar één doelpunt voor de selectie die onder leiding stond van bondscoach Janusz Wójcik.

## Erelijst
FC Porto
- Portugees landskampioen

1996, 1997, 1998, 1999
- Portugees bekerwinnaar

1998
- Portugese Supercup

1996, 1998
 Polen
- Olympische Spelen

Barcelona 1992 →  zilveren medaille